# Landser (groupe)
Pour les articles homonymes, voir Landser (homonymie).
Landser est un groupe allemand de RAC, originaire de Berlin-Est, en RDA,. Leur nom provient d'un mot allemand signifiant « soldat ».
Le groupe, qui est interdit en Allemagne, se nommait auparavant Final Solution (soit la Solution finale). Les membres fondateurs avaient déjà créé un autre groupe, Die Vandalen-Ariogermanische Kampfgemeinschaft (soit en français, Le club de combat des vandales aryens), en 1982. Ils n'ont fait qu'un seul concert ouvert au public, et portaient ce jour-là des masques. Cependant, ils ont fait plusieurs concerts privés dans des restaurants de Berlin.

## Historique

### Débuts et succès
En 1982, plusieurs des futurs membres du groupe, dont l’auteur-compositeur-interprète Michael Regener, forment un groupe néo-nazi appelé Vandalen. Il se décrit comme une milice de combat ariogermanique et se sent lié à la mythologie nordique. Le nombre de membres fluctue et atteint parfois 15 personnes. Les Vandalen reprenait également le style rockeur.
Selon Sören B., membre fondateur de Landser, et plus tard témoin dans une procédure judiciaire, le groupe initialement inconnu est formé à Berlin en 1991. Il était à l'origine non politique et non pas lié aux Vandalen. Le groupe jouait du punk rock et de la oi!.
Après plusieurs premiers succès enregistrés en concert, le groupe décide à la fin de 1992 d’enregistrer un premier album officiel. Regener endosse le chant pour la première fois, après le départ de Sören B. qui a été appréhendé par la police et qui ne pouvait donc plus assister aux répétitions. Les chansons sont enregistrées dans un pub de Berlin-Weißensee. La cassette s'intitule Das Reich, et comprend 18 morceaux. Officiellement, il ne s'agit que d'une démo,. Plus tard, une version mini-album est publiée sous le titre de Berlin bleibt deutsch ; cependant, une erreur technique fera que les chansons étaient parfois trop lentes et distordues. Selon certaines sources, la version CD est officielle ou autorisée par le groupe, mais d’autres sources la qualifient de bootleg,.

### Action en justice
En Allemagne, le groupe est considéré comme une organisation criminelle. Trois membres de Landser ont été condamnés pour avoir « formé une organisation criminelle » en décembre 2003, conformément aux lois allemandes contre la publication de matériel diffamant les morts de la Seconde Guerre mondiale ou incitant à la haine raciale. Deux membres ont reçu une probation de presque deux années, tandis que le leader du groupe, Michael « Lunikoff » Regener (aussi connu sous le nom de « Luni »), est condamné à plus de trois ans de prison, faisant ainsi de Landser le premier groupe illégal en Allemagne, ainsi que le premier groupe dont l'un des membres ait été incarcéré. Le 10 mars 2005, la plus haute instance en Allemagne (la Cour constitutionnelle d'Allemagne) rejette la demande de rejugement en appel de Regener.
Regener a continué à produire des CD en attendant son procès en appel. Après la séparation forcée de Landser, Regenea quitte ses anciens compagnons et forme en 2004 un nouveau groupe, Die Lunikoff Verschwörung (en français : « La conspiration Lunikoff »). Depuis, ils ont sorti plusieurs CD, comme Die Rückkehr des Unbegreiflichen, Amalek Vol. 1 et 2 (en 2004) et Niemals auf Knien (en 2005). Les paroles de ces CD ont été passées en revue par des avocats afin de les rendre acceptables au regard de la loi allemande.

## Style musical
Landser enregistre sa musique en Allemagne, mais les CD eux-mêmes sont produits à l'étranger, principalement aux États-Unis, au Canada et en Europe de l'Est. La musique est distribuée en ligne, sous le manteau ou via des labels de musique aux États-Unis et dans d'autres pays d'Europe où une telle musique est légale (en Europe de l'Est et au Royaume-Uni principalement).
D'autres albums de Landser, comme Ran an den Feind dont la chanson principale est une reprise punk rock d'une marche militaire allemande de 1940, Bomben auf Israel (Bombes sur Israël), appellent au bombardement d'Israël. D'autres chansons glorifient l'un des bras droits d'Adolf Hitler, Rudolf Hess. Une autre chanson Ein Volk, Ein Reich, Ein Führer (Un peuple, Un empire, Un guide) glorifie le Troisième Reich et souhaite son retour, le titre de la chanson n'est autre que la devise du régime nazi et la chanson Opa war Sturmführer (Grand-père était un Sturmführer) rend hommage à un grand-père  ancien officier SS.
En août 1999, sept néo-nazis ont frappé deux Vietnamiens, en chantant Fidschi, Fidschi, Gute Reise (Vietnamien, Vietnamien, bon voyage). Leur musique vise les Noirs (Afrika-Lied, en français Chanson d'Afrique) et Afrika für Affen (en  français  L'Afrique pour les singes), les Polonais (Polackentango, en français Tango polack), les Turcs (Wiedermal kein Tor für Türkiyemspor, en français Une fois encore, aucun but pour Türkiyemspor, Türkiyemspor étant un club de football de Berlin avec des joueurs turcs) et les communistes (10 kleine Kommi Schweine, en français 10 petits porcs cocos). Dans leurs chansons, les membres de Landser appellent au meurtre, à l'arrestation et au passage à tabac des étrangers, particulièrement les noirs, les russes (principalement les néo-bolchéviques ou les sympathisants communistes), les polonais, les vietnamiens, les immigrés turcs et les juifs.

## Discographie
- 1992 : Lunikoff Demo '92
- 1992 : Das Reich kommt wieder (interdit en Allemagne)
- 1995 :  Republik der Strolche (interdit en Allemagne)
- 1996 : Berlin bleibt deutsch  (CD bootleg identique à l'album Das Reich kommt wieder ; interdit en Allemagne)
- 1999 : Deutsche Wut, 1998, (intitulé Rock gegen oben) (interdit en Allemagne)
- 2001 : Best of... (CD interdit à la vente depuis octobre 2005)
- 2001 :  Stahlgewitter, Hauptkampflinie (HKL): Amalek (interdit en Allemagne)
- 2001 : Ran an den Feind
- 2001 :  Sampler (interdit en Allemagne)
- 2002 : Endlösung - Final Solution: The Early Years (interdit en Allemagne)
- 2002 : Immervoll
- 2003 : Rock gegen ZOG (hepp, hepp...)
- 2003 : Tribute to Landser